# Hija de la sabiduría
Hija de la sabiduría es la cuarta y última novela de la serie Ella, del escritor inglés sir H. Rider Haggard, sin embargo a modo cronológico es la primera de la serie pues en ella se narra el origen de esta semidiosa.
Es la única historia de esta tetralogía narrada por ella misma.

## Argumento
Cuando Ayesha es redescubierta por Leo Vencey y Horace Holly en Ayesha: el retorno de Ella, Holly sugiere escribir sus memorias a Ayesha, a lo cual ella accede.
Ayesha nació en una tribu árabe ,desde muy pequeña demostró ser poseedora de una belleza única por lo cual su padre la mantenía oculta, hasta que un grupo de mercaderes la secuestran y matan a su tribu, ella va a llegar hasta Fenicia donde servirá para el rey Ochus, del cual después de algunos años logra escapar ayudada por la Reina Hebrea y por el capitán griego Filón.
Ayesha llega a Egipto a servir como sacerdotisa de Isis. Sin embargo allí conoce a Kalikatres primero soldado egipcio, después sacerdote, del que se enamora, sin embargo Kalikatres ama a la egipcia Amenartas, princesa egipcia que posteriormente se reencarnará en otras figuras, como Ustane o Atena, Khania de Kaloon. Tras recibir instrucciones de su "guía" Noot, Ayesha viaja a Kôr, antiquísima ciudad rodeada de pantanos, donde esperará. Tras coincidir fortuitamente con su amado Kalíkrates en Kor, llevada por los celos de la belleza de Amenartas, se introducirá en el "Fuego de la vida",que le confiere poder y edad inmortal. Matará accidentalmente a Kalíkrates y por dos mil años esperará el regreso de su amado reencarnado, tal como queda reflejado en Ella.

## Comentarios
Adelantándose a su tiempo y haciendo uso de flashback Haggard, logra dar sentido a su obra, dando a conocer el origen de esta genial historia, Hija de la Sabiduría no sirve únicamente para conocer lo frustrado del amor de Ayesha, sino para conocer los eventos que ayudaron a forjar el duro carácter de la diosa, su desprecio hacia la raza humana y a las mujeres en general, como el asesinato de su familia, la dureza de ser hermosa, su violación, etc. .
Haggard además de recordar eventos de Ella, menciona en varias ocasiones de su obra a Allan Quatermain, el único ser, aparte de Filón y Holly, al nivel de su inteligencia.
Haggard de un modo bastante sencillo, expone sus ideas respecto a los dioses egipcios y griegos y cómo fueron olvidados, además de exponer la situación que puede vivir en el mundo real una mujer con la belleza de Ayesha